# Mi realidad
Mi Realidad  es el nombre del segundo álbum como solista del cantante y actor mexicano Alan Ibarra. Fue lanzado en el año 2001. 
Esta producción incluye varios temas en los que Alan participó como autor/coautor.

## Lista de canciones
| Mi Realidad |                                 |                                                             |          |  |
| N.º         | Título                          | Escritor(es)                                                | Duración |  |
| 1.          | «Overture»                      | Loris Ceroni                                                | 1:50     |  |
| 2.          | «Robar la Luna»                 | Alan Ibarra, Loris Ceroni, Mónica Vélez.                    | 4:12     |  |
| 3.          | «Amor»                          | Alan Ibarra, Alejandro Arias, Loris Ceroni, Mónica Vélez.   | 3:37     |  |
| 4.          | «Inevitable»                    | Alan Ibarra, Luca Chiaravalli, Mónica Vélez.                | 3:52     |  |
| 5.          | «Bailaora»                      | Alan Ibarra, Alejandro Arias, Loris Ceroni, Mónica Vélez.   | 4:08     |  |
| 6.          | «Nayona»                        | Alan Ibarra, Loris Ceroni, Mónica Vélez.                    | 3:51     |  |
| 7.          | «Habana»                        | Alejandro Arias, Loris Ceroni, Mónica Vélez.                | 3:58     |  |
| 8.          | «Cuál es el Camino»             | Alan Ibarra, Alejandro Arias, Loris Ceroni.                 | 4:31     |  |
| 9.          | «De Pie»                        | Alan Ibarra, Daniele Megna, Luca Chiaravalli, Mónica Vélez. | 3:54     |  |
| 10.         | «Prendiendo Fuego»              | Giuseppe Dettori, Luca Chiaravalli, Mónica Vélez.           | 3:49     |  |
| 11.         | «Nada que Sentir»               | Loris Ceroni, Mónica Vélez.                                 | 3:46     |  |
| 12.         | «Sueña que el Mundo es Mejor»   | Alan Ibarra, Loris Ceroni, Mónica Vélez.                    | 3:23     |  |
| 13.         | «Dreaming a Beautiful World»    | Alan Ibarra, Ettore Grenci, Loris Ceroni, Mónica Vélez.     | 3:22     |  |
| 14.         | «Inevitable - Versión Acústica» | Alan Ibarra, Luca Chiaravalli, Mónica Vélez.                | 3:55     |  |
| 52:00       |                                 |                                                             |          |  |

- Datos: Q99313269